# Joaquín Tudela y Perales
Joaquín Tudela y Perales (Játiva, (provincia de Valencia, 1891-1970) fue un pintor español. Perteneció a la Academia de Bellas Artes de San Carlos y a la Academia de Barcelona. Está considerado uno de los maestros españoles del paisajismo y del retrato.

## Biografía
Desarrolló su carrera artística principalmente en Francia y España, en especial en Valencia y Mallorca.
En el Museo de L´Almodí están expuestas permanentemente importantes obras del artista, como La desmayada.
En la Iglesia Colegial Basílica de Santa María de Játiva disponen de algunas pinturas de Tudela, cuatro en las pechinas de la cúpula que representan a los cuatro Evangelistas; una tabla con san Alberto Magno y un lienzo con la Virgen de la Seo.
En el Museo de Leipzig disponen del Cuadro de los Ermitaños y el Santo Cristo de Pollensa y el cuadro de la Payesa Mallorquina en el Museo de Luxemburgo
En 1970 fallece a los 79 años.

## Algunos premios
- En 1915 gana una medalla por su obra " Carga Heroica" en Marsella. En 1922 participa en la Exposición Nacional de Bellas Artes.
- En 1923 participa en la Exposición de Arte Valenciano celebrado en Madrid con  el cuadro Fuente de Pollensa adquirida por el Gobierno para el Museo de Arte Moderno.
- En 1917 pinta los evangelistas de la Iglesia de la Casa de España en Mallorca.
- En 1927 participa en el Salón de otoño.

## Enlaces y obras
- (enlace roto disponible en Internet Archive; véase el historial, la primera versión y la última).
- Retrato "Tatarabuela"

- Datos: Q5932436